# Los Angeles (альбом)
| Оценки критиков               | Оценки критиков |
| Источник                      | Оценка          |
| ----------------------------- | --------------- |
| AllMusic                      | [ 1 ]           |
| Christgau's Record Guide      | A−              |
| Entertainment Weekly          | A               |
| Pitchfork                     | 8.5/10          |
| The Rolling Stone Album Guide | [ 5 ]           |
| Spin Alternative Record Guide | 9/10            |
| Uncut                         | [ 7 ]           |

Los Angeles — дебютный студийный альбом американской рок-группы X, выпущенный в 1980 году лейблом Slash Records. Лонгплей был спродюсирован бывшим клавишником The Doors Рэем Манзареком и включает кавер-версию их песни — «Soul Kitchen».
Los Angeles занял 16-е место в ежегодном опросе критиков Pazz & Jop за 1980 год, газеты The Village Voice. В 2003 году альбом отметился на 286-е месте в списке «500 величайших альбомов всех времен» по версии журнала Rolling Stone.
В 1988 году Los Angeles был переиздан в комплекте с альбомом Wild Gift, на едином компакт-диске. В 2001 году он был переиздан лейблом Rhino Records с пятью бонус-треками.

## Отзывы критиков
Альбом был высоко оценён музыкальными критиками. Обозреватель Rolling Stone Кен Такер, назвал его «мощной, тоскливой работой, которая заканчивается столкновением с неистовствующей горечью и растерянностью группы». Роберт Кристгау из The Village Voice писал, что их мировоззрение и песни «являются разумным аргументом в пользу безнадёжной глупости [титульного] места действия». В ретроспективном обзоре AllMusic подчёркивалось, что «многие считают альбом одной из лучших панк-записей всех времён, и на то есть веские причины».
В 1980 году альбом занял 16-е место в ежегодном опросе Pazz & Jop, организованным газетой The Village Voice. Критик Los Angeles Times Роберт Хилбёрн назвал его одним из десяти лучших альбомов, выпущенных в период с 1977 по 1987 год. В 1989 году Los Angeles занял 24-е место в списке «100 лучших альбомов 1980-х годов» журнала Rolling Stone, 91-е место в аналогичном списке портала Pitchfork 2002 года и 98-е в одноимённом хит-параде составленном Slant Magazine. В 2003 году редакция Rolling Stone также отметила его на 286-й строчке рейтинга «500 величайших альбомов всех времён» (в обновлённом списке 2012 года он опустился на 287-е место, в свою очередь, в новом списке 2020 года — на 320-е).
Заглавная композиция пластинки была включена в список Зала славы рок-н-ролла «500 песен сформировавших рок-н-ролл».

## В популярной культуре
- Заглавный трек альбома звучит в финальной серии сериала «Щит» и неоднократно появлялся в видеоиграх, включая саундтреки Tony Hawk’s Underground 2, Rock Band[англ.] (в качестве загружаемого контента) и Guitar Hero Encore: Rocks the 80s[англ.] (в качестве кавер-версии). Однако во всех них слова «ниггер» и «дерьмо» зацензурированы, а в версии Guitar Hero второй куплет использовался сразу в качестве первого и второго. Версия песни без цензуры фигурировала в саундтреке видеоигры Grand Theft Auto V (для PS5 и Xbox).
- Альбом упоминается в самом конце романа Брета Истона Эллиса «Меньше чем ноль»[англ.].
- Песня «Nausea» была включена в саундтрек документального фильма «Закат западной цивилизации» (1981), а также байопика о группе The Germs «Всё что мы делаем — секрет»[англ.].
- В эпизоде телесериала «Секретные материалы» под названием «3» песня «The Unheard Music», играет на заднем плане во время сцены в клубе «Цепеш».

## Список композиций
Слова и музыка всех песен — написаны Джоном Доу и Эксин Червенкой, за исключением отмеченных.
| №                   | Название                                    | Автор(ы)                                                | Длительность |
| ------------------- | ------------------------------------------- | ------------------------------------------------------- | ------------ |
| 1.                  | «Your Phone's Off the Hook, But You're Not» |                                                         | 2:25         |
| 2.                  | «Johny Hit and Run Paulene»                 |                                                         | 2:50         |
| 3.                  | «Soul Kitchen»                              | Джон Денсмор, Робби Кригер, Рэй Манзарек, Джим Моррисон | 2:25         |
| 4.                  | «Nausea»                                    |                                                         | 3:40         |
| 5.                  | «Sugarlight»                                |                                                         | 2:28         |
| Общая длительность: | Общая длительность:                         | Общая длительность:                                     | 13:48        |

| №                   | Название                              | Длительность |
| ------------------- | ------------------------------------- | ------------ |
| 6.                  | «Los Angeles»                         | 2:25         |
| 7.                  | «Sex and Dying in High Society»       | 2:15         |
| 8.                  | «The Unheard Music»                   | 4:49         |
| 9.                  | «The World's a Mess; It's in My Kiss» | 4:43         |
| Общая длительность: | Общая длительность:                   | 14:12        |

| №                   | Название                                       | Длительность |
| ------------------- | ---------------------------------------------- | ------------ |
| 10.                 | «I'm Coming Over» (Demo Version)               | 1:24         |
| 11.                 | «Adult Books» (Dangerhouse" Rough Mix Version) | 3:21         |
| 12.                 | «Delta 88» (Demo Version)                      | 1:28         |
| 13.                 | «Cyrano de Berger's Back» (Rehearsal)          | 3:01         |
| 14.                 | «Los Angeles» (Dangerhouse Version)            | 2:14         |
| Общая длительность: | Общая длительность:                            | 11:28 39:28  |

## Участники записи
X
- Джоном Доу[англ.] — вокал, бас
- Эксин Червенка — вокал
- Билли Зум[англ.] — гитара
- Ди Джей Боунбрейк[англ.] — ударные

Дополнительный персонал
- Рэй Манзарек — орган на «Nausea», «The Unheard Music» и «The World’s a Mess; It’s in My Kiss»; синтезатор на «Sex and Dying in High Society»; продюсирование